# 欧安组织明斯克小组
欧安组织明斯克小组，原称欧安会明斯克小组，欧洲安全与合作会议（欧洲安全与合作组织前身）于1992年设立，致力于促进通过谈判和平解决阿塞拜疆和亚美尼亚之间关于纳戈尔诺-卡拉巴赫的冲突。

## 创立与成员
1992年3月24日，欧洲安全和合作会议部长理事会在赫尔辛基举行的特别会议中通过了召开明斯克会议以全面解决亚美尼亚和阿塞拜疆在纳戈尔内-卡拉巴赫的冲突问题的决定。

## 深入阅读
- Shiriyev, Zaur. . Security and Human Rights. 2016, 27 (3-4): 442–466. doi:10.1163/18750230-02703016.